# Heineken Open
Heineken Open – męski turniej tenisowy kategorii ATP Tour 250 zaliczany do cyklu ATP Tour. Rozgrywany na kortach twardych od 1956 roku w nowozelandzkim Auckland.
Od kilkunastu lat odbywa się w poprzedzający tydzień Australian Open.

## Mecze finałowe

### gra pojedyncza
| Rok  | Zwycięzca             | Finalista              | Wynik              |
| 2015 | Jiří Veselý           | Adrian Mannarino       | 6:3, 6:2           |
| 2014 | John Isner            | Lu Yen-hsun            | 7:6(4), 7:6(7)     |
| 2013 | David Ferrer          | Philipp Kohlschreiber  | 7:6(5), 6:1        |
| 2012 | David Ferrer          | Olivier Rochus         | 6:3, 6:4           |
| 2011 | David Ferrer          | David Nalbandian       | 6:3, 6:2           |
| 2010 | John Isner            | Arnaud Clément         | 6:3, 5:7, 7:6(2)   |
| 2009 | Juan Martín del Potro | Sam Querrey            | 6:4, 6:4           |
| 2008 | Philipp Kohlschreiber | Juan Carlos Ferrero    | 7:6(4), 7:5        |
| 2007 | David Ferrer          | Tommy Robredo          | 6:4, 6:2           |
| 2006 | Jarkko Nieminen       | Mario Ančić            | 6:2, 6:2           |
| 2005 | Fernando González     | Olivier Rochus         | 6:4, 6:2           |
| 2004 | Dominik Hrbatý        | Rafael Nadal           | 4:6, 6:2, 7:5      |
| 2003 | Gustavo Kuerten       | Dominik Hrbatý         | 6:3, 7:5           |
| 2002 | Greg Rusedski         | Jérôme Golmard         | 6:7(0), 6:4, 7:5   |
| 2001 | Dominik Hrbatý        | Francisco Clavet       | 6:4, 2:6, 6:3      |
| 2000 | Magnus Norman         | Michael Chang          | 3:6, 6:3, 7:5      |
| 1999 | Sjeng Schalken        | Tommy Haas             | 6:4, 6:4           |
| 1998 | Marcelo Ríos          | Richard Fromberg       | 4:6, 6:4, 7:6(3)   |
| 1997 | Jonas Björkman        | Kenneth Carlsen        | 7:6(0), 6:0        |
| 1996 | Jiří Novák            | Brett Steven           | 6:4, 6:4           |
| 1995 | Thomas Enqvist        | Chuck Adams            | 6:2, 6:1           |
| 1994 | Magnus Gustafsson     | Patrick McEnroe        | 6:4, 6:0           |
| 1993 | Aleksandr Wołkow      | MaliVai Washington     | 7:6(2), 6:4        |
| 1992 | Jaime Yzaga           | MaliVai Washington     | 7:6(6), 6:4        |
| 1991 | Karel Nováček         | Jean-Philippe Fleurian | 7:6(5), 7:6(4)     |
| 1990 | Scott Davis           | Andriej Czesnokow      | 4:6, 6:3, 6:3      |
| 1989 | Ramesh Krishnan       | Amos Mansdorf          | 6:4, 6:0           |
| 1988 | Amos Mansdorf         | Ramesh Krishnan        | 6:3, 6:4           |
| 1987 | Miloslav Mečíř        | Michiel Schapers       | 6:2, 6:3, 6:4      |
| 1986 | Mark Woodforde        | Bud Schultz            | 6:4, 6:3, 3:6, 6:4 |
| 1985 | Chris Lewis           | Wally Masur            | 7:5, 6:0, 2:6, 6:4 |

### gra podwójna
| Rok  | Zwycięzcy                        | Finaliści                        | Wynik             |
| 2015 | Raven Klaasen Leander Paes       | Dominic Inglot Florin Mergea     | 7:6(1), 6:4       |
| 2014 | Julian Knowle Marcelo Melo       | Alexander Peya Bruno Soares      | 4:6, 6:3, 10–5    |
| 2013 | Colin Fleming Bruno Soares       | Johan Brunström Frederik Nielsen | 7:6(1), 7:6(2)    |
| 2012 | Oliver Marach Alexander Peya     | František Čermák Filip Polášek   | 6:3, 6:2          |
| 2011 | Marcel Granollers Tommy Robredo  | Johan Brunström Stephen Huss     | 6:4, 7:6(6)       |
| 2010 | Marcus Daniell Horia Tecău       | Marcelo Melo Bruno Soares        | 7:5, 6:4          |
| 2009 | Martin Damm Robert Lindstedt     | Scott Lipsky Leander Paes        | 7:5, 6:4          |
| 2008 | Luis Horna Juan Mónaco           | Xavier Malisse Jürgen Melzer     | 6:4, 3:6, 10–7    |
| 2007 | Jeff Coetzee Rogier Wassen       | Simon Aspelin Chris Haggard      | 6:7(9), 6:3, 10–2 |
| 2006 | Andrei Pavel Rogier Wassen       | Simon Aspelin Todd Perry         | 6:3, 5:7, 10–4    |
| 2005 | Yves Allegro Michael Kohlmann    | Simon Aspelin Todd Perry         | 6:4, 7:6(4)       |
| 2004 | Mahesh Bhupathi Fabrice Santoro  | Jiří Novák Radek Štěpánek        | 4:6, 7:5, 6:3     |
| 2003 | David Adams Robbie Koenig        | Tomáš Cibulec Leoš Friedl        | 7:6(5), 3:6, 6:3  |
| 2002 | Jonas Björkman Todd Woodbridge   | Martín García Cyril Suk          | 7:6(5), 7:6(7)    |
| 2001 | Marius Barnard Jim Thomas        | David Adams Martín García        | 7:6(10), 6:4      |
| 2000 | Ellis Ferreira Rick Leach        | Olivier Delaître Jeff Tarango    | 7:5, 6:4          |
| 1999 | Jeff Tarango Daniel Vacek        | Jiří Novák David Rikl            | 7:5, 7:5          |
| 1998 | Patrick Galbraith Brett Steven   | Tom Nijssen Jeff Tarango         | 6:4, 6:2          |
| 1997 | Ellis Ferreira Patrick Galbraith | Rick Leach Jonathan Stark        | 6:4, 4:6, 7:6     |
| 1996 | Marcos Ondruska Jack Waite       | Jonas Björkman Brett Steven      | walkower          |
| 1995 | Grant Connell Patrick Galbraith  | Luis Lobo Javier Sánchez         | 6:4, 6:3          |
| 1994 | Patrick McEnroe Jared Palmer     | Grant Connell Patrick Galbraith  | 6:2, 4:6, 6:4     |
| 1993 | Grant Connell Patrick Galbraith  | Alex Antonitsch Aleksandr Wołkow | 6:3, 7:6          |
| 1992 | Wayne Ferreira Jim Grabb         | Grant Connell Glenn Michibata    | 6:4, 6:3          |
| 1991 | Sergio Casal Emilio Sánchez      | Grant Connell Glenn Michibata    | 4:6, 6:3, 6:4     |
| 1990 | Kelly Jones Robert Van’t Hof     | Gilad Blum Paul Haarhuis         | 7:6, 6:0          |